# Max van Rooy

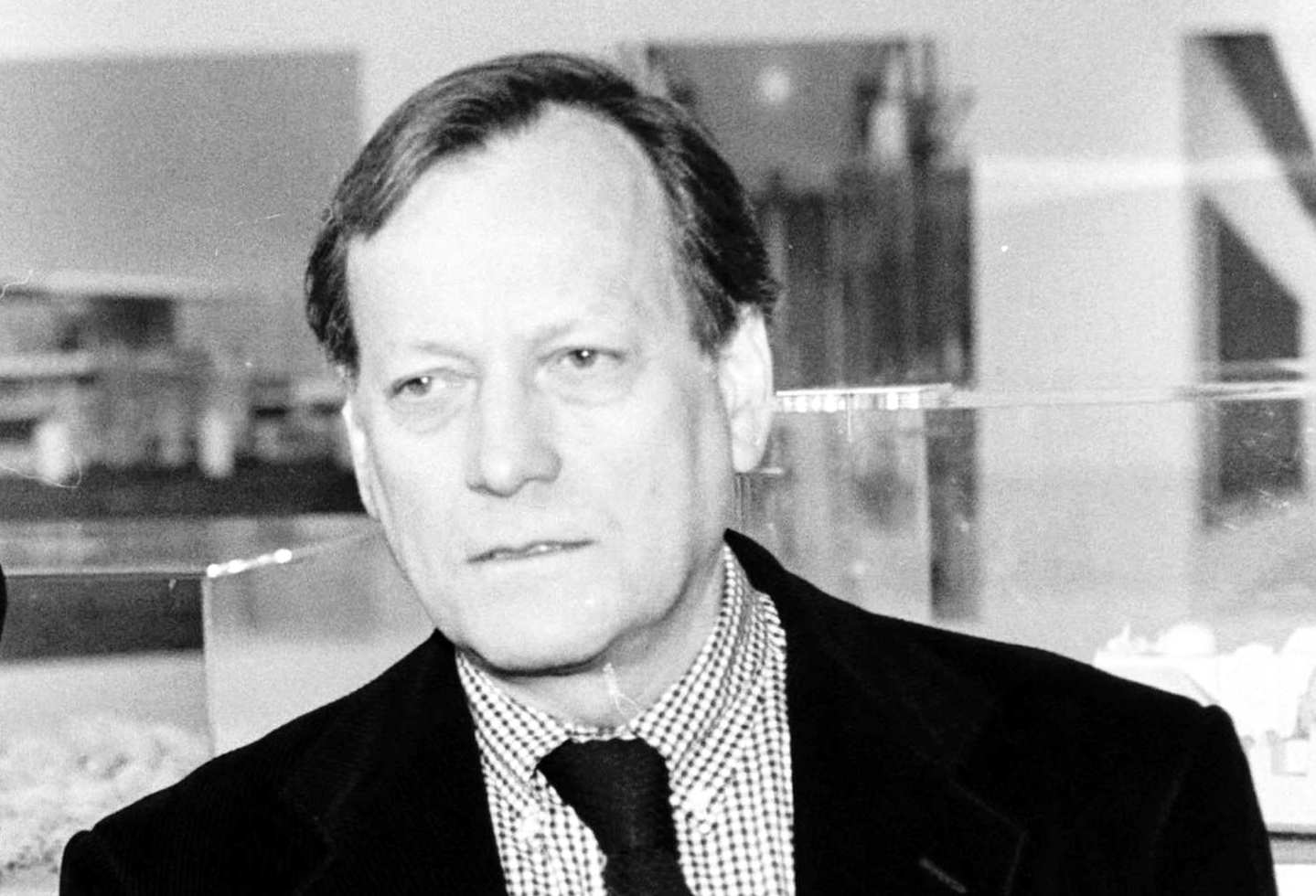
Max van Rooy, 1997.

Max van Rooy (Voorburg (Zuid-Holland), 25 maart 1942 – Amsterdam, 7 december 2022) was een Nederlands architectuurcriticus en schrijver.

## Biografie

### Vroege jeugd
Van Rooy is de zoon van de in 1934 getrouwde Jan van Rooy en Miep Berlage. Berlage (1906–1992) was de jongste dochter van Hendrik Petrus Berlage en jarenlang lid van de Vereniging voor Verbetering van Vrouwenkleding, sierkunstenares, binnenhuisarchitecte en schrijfster van De nieuwe geest in onze woning. Van Rooy groeide op in de omgeving van Den Haag en doorliep aldaar de basisschool Paschalischool (1948–1954) en de middelbare school Sint Aloysiuscollege (1954–1961). Een studie culturele antropologie van de Gemeente Universiteit bij professor André Köbben brak hij na drie maanden af; hij wilde meer, de schrijf- en tekenkant opgaan.

### Carrière
Na zijn schooltijd moest hij de dienstplicht vervullen; hij deed dat bij het onderdeel Koninklijke Luchtmacht. Na twee jaar kwam een einde aan die dienstplicht en Van Rooy koos ervoor om kunstenaar te worden in Griekenland. Eenmaal terug in Nederland vestigde hij zich in Amsterdam en raakte bevriend met de schrijvers K. Schippers, J. Bernlef en Gerard Brands, verzameld rond het blad Barbarber. In 1966 werd hij redacteur van het Algemeen Handelsblad; een functie die hij tot 1970 bekleedde. In dat jaar werd hij redacteur van de zaterdageditie van het NRC Handelsblad. Daarop aansluitend werd hij in 1976 hoofdredacteur van het cultuurblad Hollands Diep. In 1979 keerde hij terug bij het NRC en werd er adjunct-hoofdredacteur en architectuurcriticus. In 1995 wijzigden die functies in cultureel commentator en architectuurcriticus. In 2010 legde hij die functies neer.

### Privéleven en overlijden
Van Rooy was getrouwd met Hedwig Fortuin, die in februari 2002 overleed aan de ziekte van Alzheimer. Daarna hertrouwde hij en kreeg op 63-jarige leeftijd een tweeling.
In 2011 verloor Van Rooy aan botkanker zijn rechterbeen. De kanker kwam in de zomer van 2021 terug in zijn rechterlong. Hij overleed daaraan in december 2022 op 80-jarige leeftijd, een maand na de presentatie van zijn Berlage-biografie.